# Haori
Haori (jap. 羽織) – część japońskiego ubioru formalnego (łącznie z hakamą) o charakterze luźnego, krótkiego pół-płaszcza lub żakietu, noszona na kimono.

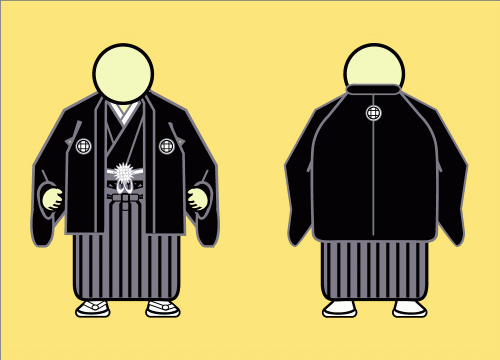
Haori

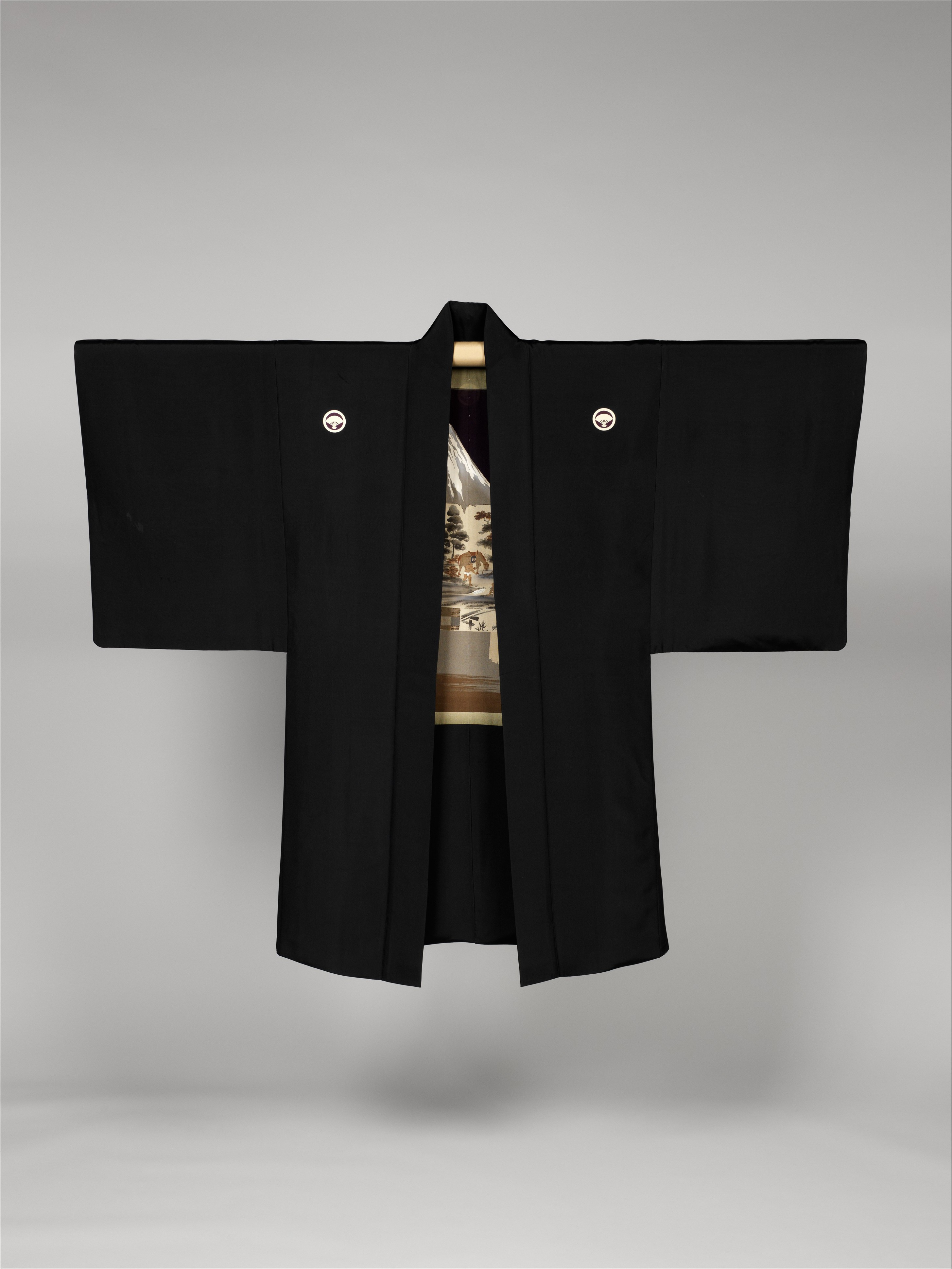
Haori

Haori jest noszone między innymi przez pana młodego w czasie ceremonii ślubnej jako nieodłączna, zewnętrzna część stroju, który składa się także z kimona schowanego w spodnie hakama. Na haori z przodu i z tyłu, znajduje się herb rodziny. Tradycyjnie strój jest czarny lub szary z białymi herbami.

## Galeria

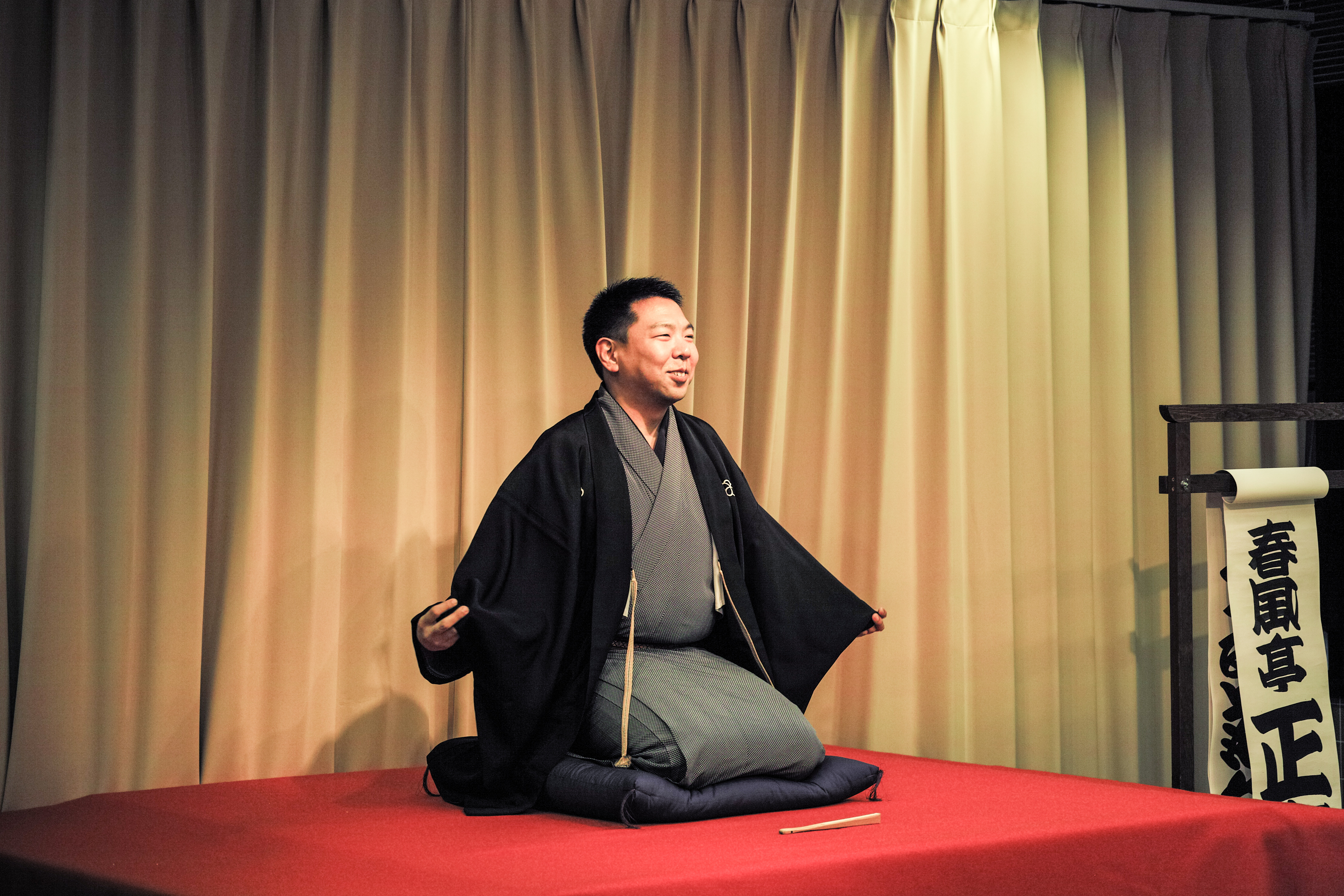
Kataribe (opowiadacz mitów, historii, anegdot) ubrany w haori
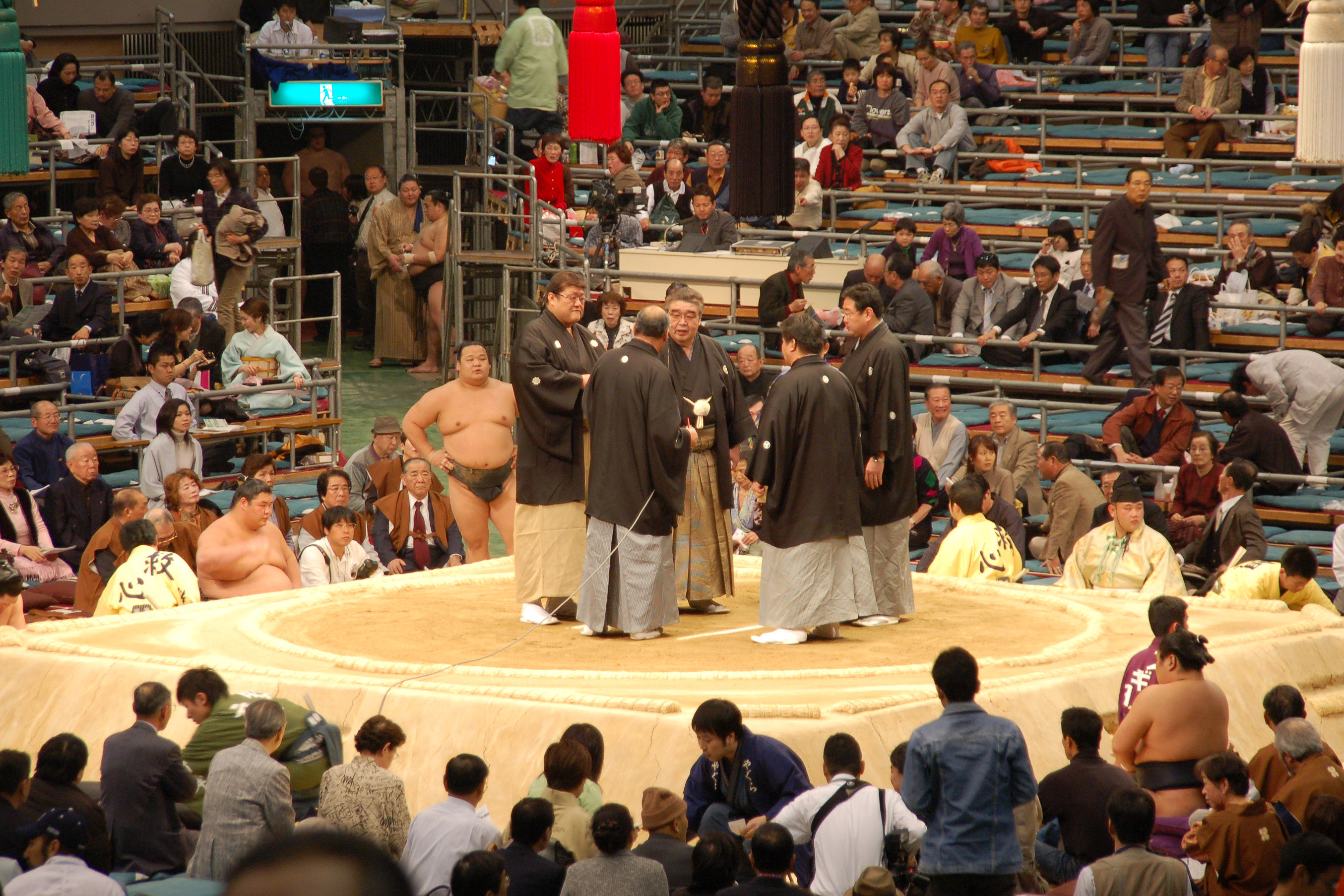
Sędziowie walk sumō noszą haori
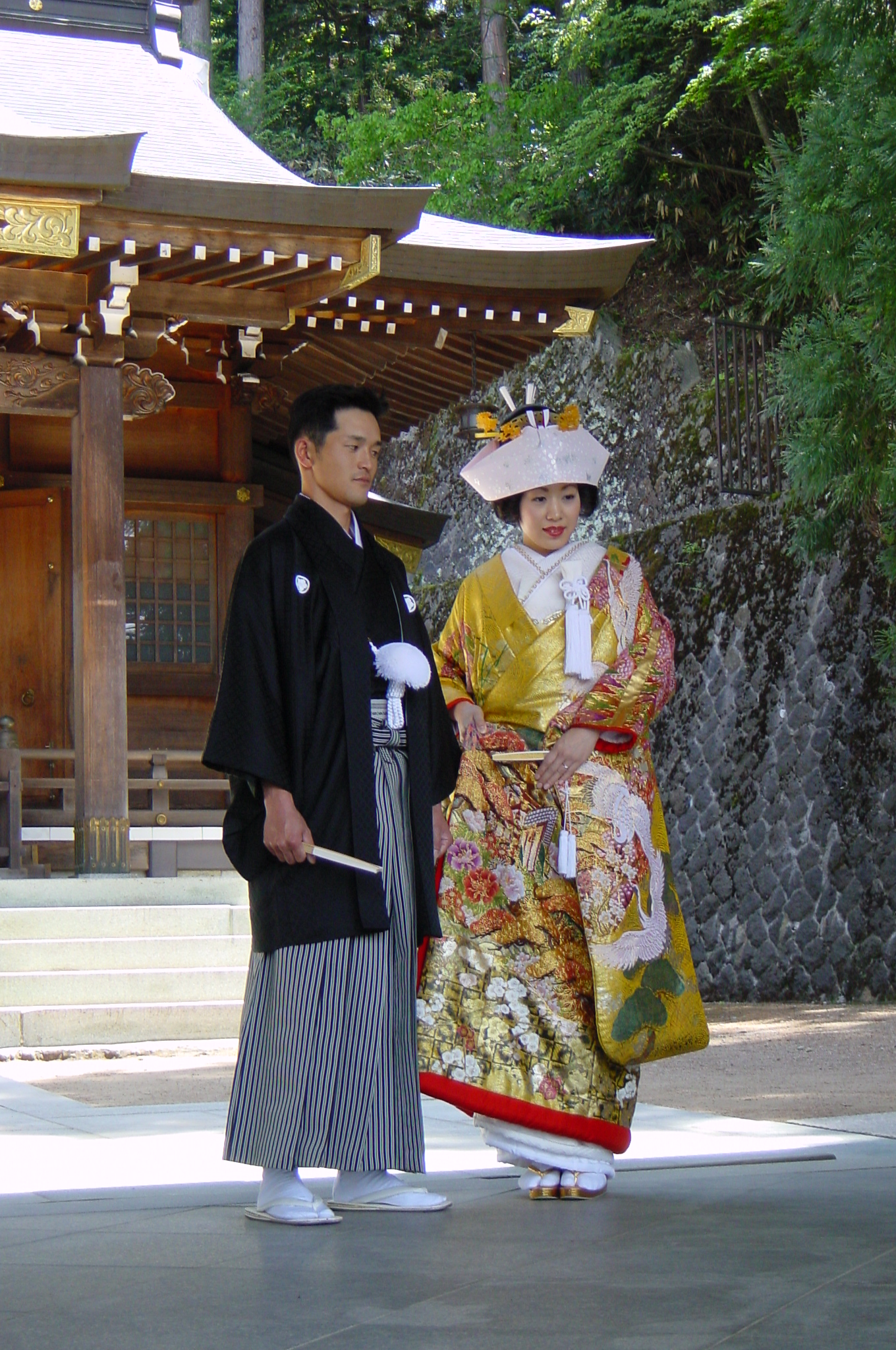
Para młoda